# Villa Sforzesca (Castell'Azzara)
La Villa Sforzesca si trova all'estremità orientale del territorio comunale di Castell'Azzara, in località La Sforzesca, quasi al confine tra le province di Grosseto e Siena.

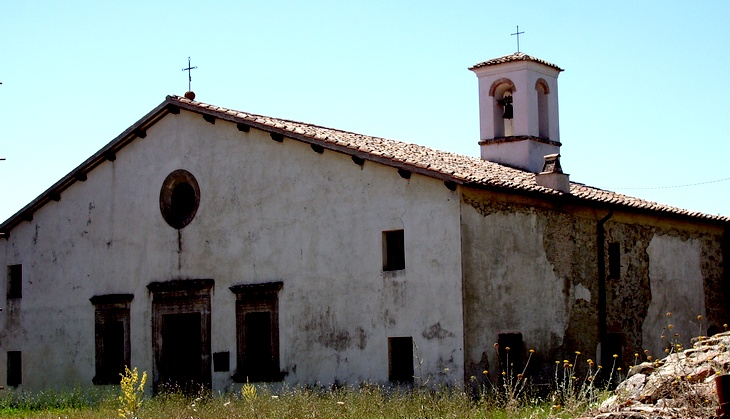
La chiesa di San Gregorio Magno alla Sforzesca

## Storia
La villa fu fatta costruire nel 1576 (iscrizione sopra il portale di accesso) dal cardinale Alessandro Sforza ai confini tra la Contea di Santa Fiora e lo Stato Pontificio, assieme all'attigua Chiesa di San Gregorio Magno e alla cortina muraria parzialmente perduta.
In particolare, la struttura doveva servire al cardinale sia come residenza estiva, che come base per la repressione del brigantaggio, della quale venne incaricato da papa Gregorio XIII.
I lavori di costruzione furono affidati dapprima a Tiberio Calcagni e dopo la sua morte a Giovanni Fontana.
Tuttavia, con la morte del cardinale, il luogo venne abbandonato e andò incontro ad un lungo periodo di degrado, terminato nell'Ottocento, quando, data in feudo nel 1776 con tutto il territorio del monte Civitella alla famiglia Menichetti, poi del Marchese Pio Ricci Menichetti di Certaldo, fu restaurata ed utilizzata come residenza principale durante tutta la seconda parte dell'800.
In due occasioni venne ospitato il granduca Leopoldo II di Lorena come testimoniato da due targhe poste nell'atrio del piano nobile. Il figlio di Pio, Luigi, visse tra la Sforzesca e Siena, dove fu anche capitano della Pantera per il palio del 2 luglio 1858. Dopo la scomparsa di Luigi Ricci Menichetti, a Firenze nel 1878, la Sforzesca viene abitata nell'ultimo quarto di secolo dall'Ing. Giuseppe Ricci Menichetti(1864-1912) con sua moglie Elisa Quartieri, e allietata dalla nascita dei primi due dei loro quattro figli, Ferdinando nel 1892 e Bianca, nel 1896. La villa e il territorio circostante venne venduta nel 1898 a seguito delle vicende che portarono alla creazione della Santa Fiora Mercury Mining Limited. Con il trasferimento definitivo a Milano e Siena della famiglia Ricci Menichetti si chiude un secolo di pace e prosperità per la Sforzesca.
Un nuovo lungo periodo di degrado si è verificato durante il secolo scorso, con compromissione irreversibile di alcune parti del complesso. Fortunatamente, un attento restauro effettuato in concomitanza del Giubileo del 2000 ha permesso di recuperare ciò che rimaneva della prestigiosa residenza.

## Descrizione
La Villa Sforzesca si presenta a pianta rettangolare, con la facciata ben restaurata che racchiude una corte interna, dove sono visibili alcuni ruderi.
L'edificio si sviluppa su tre livelli, con portale d'ingresso centrale sovrastato da un arco a tutto sesto dove è collocato lo stemma gentilizio. Gli elementi stilistici testimoniano le origini rinascimentali del complesso. All'interno, sono visibili tracce di decorazioni e affreschi tardo cinquecenteschi e del periodo barocco.
Nell'area antistante, si affaccia sul lato destro la coeva Chiesa di San Gregorio Magno fatta restaurare nel 1856 dal prelato Celestino Ricci Menichetti.